# SexyBack
"SexyBack" là một bài hát của nghệ sĩ thu âm người Mỹ Justin Timberlake nằm trong album phòng thu thứ hai của anh, FutureSex/LoveSounds (2006). Nó được phát hành vào ngày 18 tháng 7 năm 2006 như là đĩa đơn đầu tiên trích từ album bởi Jive Records và Zomba Music Group. Bài hát được đồng viết lời và sản xuất bởi Timberlake, Timbaland và Nate "Danja" Hills, những cộng tác viên quen thuộc trong album phòng thu trước của anh. Nó còn có sự tham gia góp giọng của Timbaland, mặc dù điều này không được đề cập trong đĩa đơn nhưng đã được ghi nhận trong phiên bản album, trong khi giọng của Timberlake bị bóp méo. Đây là một bản Electro-R&B mang nội dung liên quan đến tình dục và được Timberlake mô tả như là "việc David Bowie và David Byrne đang hát lại bài hát năm 1970 của James Brown là "Sex Machine"" với sự kết hợp giữa nhiều nhạc cụ khác nhau như bass, hợp âm điện tử, và âm thanh trống máy.
Sau khi phát hành, "SexyBack" nhận được những phản ứng trái chiều từ các nhà phê bình âm nhạc, trong đó họ đánh giá cao giai điệu cũng như quá trình sản xuất của nó, nhưng cũng có nhiều chỉ trích liên quan đến nội dung lời bài hát. Tuy nhiên, bài hát đã gặt hái nhiều giải thưởng và đề cử tại những lễ trao giải quan trọng, bao gồm chiến thắng một giải Grammy cho Thu âm nhạc dance xuất sắc nhất tại lễ trao giải thường niên lần thứ 49. "SexyBack" cũng tiếp nhận những thành công vượt trội về mặt thương mại, đứng đầu các bảng xếp hạng ở Úc, Canada, Đức, Ireland, New Zealand và Vương quốc Anh, và lọt vào top 10 ở hầu hết những quốc gia nó xuất hiện, bao gồm vuơn đến top 5 ở nhiều thị trường lớn như Áo, Bỉ, Đan Mạch, Phần Lan, Ý, Thụy Điển và Thụy Sĩ. Tại Hoa Kỳ, nó đạt vị trí số một trên bảng xếp hạng Billboard Hot 100 trong bảy tuần liên tiếp, trở thành đĩa đơn quán quân đầu tiên của Timberlake tại đây.
Video ca nhạc cho "SexyBack" được đạo diễn bởi Michael Haussman với sự tham gia diễn xuất của Elena Anaya, trong đó Timberlake và Anaya hóa thân thành những điệp viên ngầm đối đầu nhau nhưng lại nảy sinh tình cảm trong quá trình thực hiện nhiệm vụ. Nó đã nhận được một đề cử tại giải Video âm nhạc của MTV năm 2007 cho Hợp tác xuất sắc nhất và cùng với những video cho những đĩa đơn khác từ FutureSex/LoveSounds giúp nam ca sĩ chiến thắng ở hạng mục Nghệ sĩ nam của năm. Để quảng bá bài hát, Timberlake đã trình diễn "SexyBack" trên nhiều chương trình truyền hình và lễ trao giải lớn, bao gồm Good Morning America, The Ellen DeGeneres Show, Show thời trang Victoria's Secret, giải Video âm nhạc của MTV năm 2006 và giải Âm nhạc châu Âu của MTV năm 2006, cũng như trong tất cả những chuyến lưu diễn trong sự nghiệp của anh. Được ghi nhận là bài hát trứ danh của nam ca sĩ, bài hát đã được hát lại và sử dụng làm nhạc mẫu bởi nhiều nghệ sĩ, bao gồm Maroon 5, Meghan Trainor, Keri Hilson, Nick Jonas và Corinne Bailey Rae, cũng như xuất hiện trong một số tác phẩm điện ảnh và truyền hình, như CSI: NY, Happy Feet Two và The Inbetweeners.

## Danh sách bài hát
Đĩa CD tại châu Âu và CD #1 tại Anh quốc
1. "SexyBack"  — 4:02
2. "SexyBack" (không lời) — 4:02

Đĩa CD #2 tại Anh quốc
1. "SexyBack"  — 4:02
2. "SexyBack" (Linus Loves phối lại) — 6:18
3. "SexyBack" (Pokerface Club phối) — 6:34
4. "SexyBack" (Tom Novy's Ibiza Dub) — 7:47
5. "SexyBack" (video ca nhạc, bản Director's Cut) — 4:34

Đĩa 12" tại Hoa Kỳ
1. "SexyBack" (bản sạch) — 4:02
2. "SexyBack" (không lời) — 4:02
3. "SexyBack"  — 4:02
4. "SexyBack" (không lời) — 4:02

## Xếp hạng
| Bảng xếp hạng (2006)                     | Vị trí cao nhất |
| ---------------------------------------- | --------------- |
| Úc (ARIA)                                | 1               |
| Áo (Ö3 Austria Top 40)                   | 5               |
| Bỉ (Ultratop 50 Flanders)                | 3               |
| Bỉ (Ultratop 50 Wallonia)                | 2               |
| Canada (Canadian Singles Chart)          | 1               |
| Cộng hòa Séc (Rádio Top 100)             | 12              |
| Đan Mạch (Tracklisten)                   | 2               |
| Châu Âu (European Hot 100 Singles)       | 1               |
| Phần Lan (Suomen virallinen lista)       | 3               |
| Pháp (SNEP)                              | 8               |
| Đức (Official German Charts)             | 1               |
| Đức (GfK)                                | 1               |
| Hy Lạp (IFPI Greece)                     | 7               |
| Hungary (Single Top 40)                  | 3               |
| Ireland (IRMA)                           | 1               |
| Ý (FIMI)                                 | 3               |
| Hà Lan (Dutch Top 40)                    | 5               |
| Hà Lan (Single Top 100)                  | 7               |
| New Zealand (Recorded Music NZ)          | 1               |
| Na Uy (VG-lista)                         | 1               |
| Romania (Romanian Top 100)               | 2               |
| Scotland (OCC)                           | 1               |
| Slovakia (Rádio Top 100)                 | 4               |
| Thụy Điển (Sverigetopplistan)            | 4               |
| Thụy Sĩ (Schweizer Hitparade)            | 2               |
| Anh Quốc (OCC)                           | 1               |
| Anh Quốc R&B (OCC)                       | 1               |
| Hoa Kỳ Billboard Hot 100                 | 1               |
| Hoa Kỳ Adult Pop Airplay (Billboard)     | 18              |
| Hoa Kỳ Dance Club Songs (Billboard)      | 1               |
| Hoa Kỳ Hot R&B/Hip-Hop Songs (Billboard) | 11              |
| Hoa Kỳ Pop Airplay (Billboard)           | 1               |
| Hoa Kỳ Rhythmic (Billboard)              | 4               |

| Bảng xếp hạng (2006)                 | Vị trí |
| ------------------------------------ | ------ |
| Australia (ARIA)                     | 4      |
| Australia Urban (ARIA)               | 40     |
| Austria (Ö3 Austria Top 75)          | 46     |
| Belgium (Ultratop 50 Flanders)       | 34     |
| Belgium (Ultratop 40 Wallonia)       | 29     |
| Denmark (Tracklisten)                | 12     |
| Europe (European Hot 100 Singles)    | 5      |
| Finland (Suomen virallinen lista)    | 65     |
| Germany (Official German Charts)     | 21     |
| Ireland (IRMA)                       | 8      |
| Italy (FIMI)                         | 18     |
| Japan (Tokyo Hot 100)                | 20     |
| Netherlands (Dutch Top 40)           | 49     |
| Netherlands (Single Top 100)         | 42     |
| New Zealand (Recorded Music NZ)      | 9      |
| Romania (UPFR)                       | 61     |
| Sweden (Sverigetopplistan)           | 23     |
| Switzerland (Schweizer Hitparade)    | 22     |
| UK Singles (Official Charts Company) | 10     |
| US Billboard Hot 100                 | 9      |
| US Dance Club Songs (Billboard)      | 32     |
| US Hot R&B/Hip-Hop Songs (Billboard) | 100    |
| US Pop Songs (Billboard)             | 6      |
| US Rhythmic (Billboard)              | 30     |
| Bảng xếp hạng (2007)                 | Vị trí |
| Australia (ARIA)                     | 66     |
| Australia Urban (ARIA)               | 25     |
| US Billboard Hot 100                 | 63     |
| US Pop Songs (Billboard)             | 60     |

| Bảng xếp hạng (2000-09)  | Vị trí |
| ------------------------ | ------ |
| Australia (ARIA)         | 63     |
| US Billboard Hot 100     | 60     |
| US Pop Songs (Billboard) | 49     |

| Bảng xếp hạng        | Vị trí |
| -------------------- | ------ |
| US Billboard Hot 100 | 441    |

## Chứng nhận
| Quốc gia                                                                           | Chứng nhận  | Số đơn vị/doanh số chứng nhận |
| ---------------------------------------------------------------------------------- | ----------- | ----------------------------- |
| Úc (ARIA)                                                                          | 5× Bạch kim | 350.000‡                      |
| Canada (Music Canada) Nhạc số                                                      | 3× Bạch kim | 30.000^                       |
| Canada (Music Canada) Nhạc chuông                                                  | 6× Bạch kim | 60.000^                       |
| Đan Mạch (IFPI Đan Mạch)                                                           | Bạch kim    | 8.000^                        |
| Đức (BVMI)                                                                         | Bạch kim    | 500.000‡                      |
| Ý (FIMI)                                                                           | Vàng        | 10.000*                       |
| New Zealand (RMNZ)                                                                 | Bạch kim    | 15,000*                       |
| Anh Quốc (BPI)                                                                     | Bạch kim    | 645,000                       |
| Hoa Kỳ (RIAA) Nhạc số                                                              | 2× Bạch kim | 6,118,222                     |
| Hoa Kỳ (RIAA) Nhạc chuông                                                          | 3× Bạch kim | 3.000.000^                    |
| * Chứng nhận dựa theo doanh số tiêu thụ. ^ Chứng nhận dựa theo doanh số nhập hàng. |             |                               |